# 高效液相色谱法
高效液相色谱法（英語：high performance liquid chromatography，縮寫 HPLC），又譯高效液相层析法，以前曾指高壓液相層析法（high pressure liquid chromatography），是一種色譜分析技術，用來分離混合物，以確認並量化各個成分的比例。它依賴泵加壓樣品以令其通過填充有吸附劑的壓力柱，導致樣品的各個成分因而分離。高效液相色谱法常用於生物化學和分析化學。

## 历史
1960年代，由于气相色谱对高沸点有机物分析的局限性，为了分离蛋白质、核酸等不易气化的大分子物质，气相色谱的理论和方法被重新引入经典液相色谱。20世纪60年代末，科克兰（Kirkland）、哈伯、荷瓦斯（Horvath）、莆黑斯、里普斯克等人开发了世界上第一台高效液相色谱仪，开启了高效液相色谱的时代。高效液相色谱使用粒径更细的固定相填充色谱柱，提高色谱柱的塔板数，以高压驱动流动相，使得经典液相色谱需要数日乃至数月完成的分离工作得以在几个小时甚至几十分钟内完成。
1971年，科克兰等人出版了《液相色谱的现代实践》一书，标志着高效液相色谱法（HPLC）正式建立。在此后的时间里，高效液相色谱成为最为常用的分离和检测手段，在有机化学、生物化学、医学、药物开发与检测、化工、食品科学、环境监测、商检和法检等方面都有广泛的应用。高效液相色谱同时还极大的刺激了固定相材料、检测技术、数据处理技术以及色谱理论的发展。
20世纪60年代前，使用的填充粒大于100μm，提高柱效面临着困境，后来的研究人员便采用微粒固定相来突破这一瓶颈。科克兰、荷瓦斯制备成功薄壳型固定相，这种在固定相在玻璃微球表面具有多孔薄壳，实现了高速传质，为高效液相色谱技术的发展奠定了稳固的基础。随着填料粒径的降低，更高的柱效也得以实现。60年代研制出气动放大泵、注射泵及低流量往复式柱塞泵，但后者的脉冲信号很大，难以满足高效液相色谱的要求。1970年代，往复式双柱塞恒流泵，解决了这一问题。
1970年代后，科克兰制备出全多孔球形硅胶，平均粒径只有7μm，具有极好的柱效，并逐渐取代了无定形微粒硅胶。之后又制造出的键合固定相使柱的稳定性大为提高，多次使用成为可能。1970年后，适合分离生物大分子的填料又成为研究的热点。1980年后，改善分离的选择性成为色谱工作者的主要问题，人们越来越认识到改变流动相的组成是提高选择性的关键。

## 原理

高效液相色谱仪工作原理

高效液相層析儀根據各種各樣的相互作用力來分離混合物。這種相互作用力通常是分析物及分析管柱之間的一種非共價性質。使用高效液相色谱时，液体待检测物在不同的時間被注入色谱柱，通过压力在固定相中移动，由于被测物中不同物质与固定相的相互作用不同，不同的物质顺序离开色谱柱，通过检测器得到不同的峰信号，每個峰頂都代表一個另外化合物的種類，最后通过分析比对这些信号来判断待測物所含有的物质。
以液体为流动相而设计的色谱分析仪器称为液相色谱仪。采用高压输液泵，高效固定相和高压灵敏检测器等装置的液相色谱仪成为高效液相色谱仪。高效液相色谱仪种类繁多，但不论何种类型的高效液相色谱仪，基本上都分为4个部分：高压输液装置，进样系统，分离系统和检测系统。

## 用途
高效液相色谱作为一种重要的分析方法，广泛的应用于化学和生化分析中，常用於醫藥品、化學、環保、生命科學、與食品工業的研究上。
高效液相色谱从原理上与经典的液相色谱没有本质的差别，它的特点是采用了高压输液泵、高灵敏度检测器和高效微粒固定相，可將液體混合物中的成份分離、成分定性及定量分析。适于分析高沸点不易挥发、分子量大、不同极性的有机化合物。例如：可检测分析食品中的三聚氰胺的含量。

## 延伸閱讀
- L. R. Snyder, J.J. Kirkland, and J. W. Dolan, Introduction to Modern Liquid Chromatography, John Wiley & Sons, New York, 2009.
- M.W. Dong, Modern HPLC for practicing scientists. Wiley, 2006.
- L. R. Snyder, J.J. Kirkland, and J. L. Glajch, Practical HPLC Method Development, John Wiley & Sons, New York, 1997.
- S. Ahuja and H. T. Rasmussen (ed), HPLC Method Development for Pharmaceuticals, Academic Press, 2007.
- S. Ahuja and M.W. Dong (ed), Handbook of Pharmaceutical Analysis by HPLC, Elsevier/Academic Press, 2005.
- Y. V. Kazakevich and R. LoBrutto (ed.), HPLC for Pharmaceutical Scientists, Wiley, 2007.
- U. D. Neue, HPLC Columns: Theory, Technology, and Practice, Wiley-VCH, New York, 1997.
- M. C. McMaster, HPLC, a practical user's guide, Wiley, 2007.

## 外部連結
- HPLC Find （页面存档备份，存于） - 有關HPLC的器材、會議及資源
- LC Resources ChromFAQ - 有關HPLC的問答
- Chromatography Forum - 層析儀網上論壇
- HPLC高效液相層析儀High-performance Liquid Chromatography